# Nuoto ai IX Giochi panamericani
Il nuoto ai Giochi panamericani 1983 ha visto lo svolgimento di 29 gare, 15 maschili e 14 femminili, dal 17 al 22 agosto.

## Medagliere
| #      | Nazione     | Oro | Argento | Bronzo | Totale |
| ------ | ----------- | --- | ------- | ------ | ------ |
| 1      | Stati Uniti | 25  | 14      | 8      | 47     |
| 2      | Canada      | 2   | 7       | 10     | 19     |
| 3      | Brasile     | 2   | 5       | 1      | 8      |
| 4      | Venezuela   | 0   | 1       | 6      | 7      |
| 5      | Colombia    | 0   | 1       | 1      | 2      |
| 6      | Porto Rico  | 0   | 1       | 0      | 1      |
| 7      | Messico     | 0   | 0       | 2      | 2      |
| 8      | Uruguay     | 0   | 0       | 1      | 1      |
| Totale | Totale      | 29  | 29      | 29     | 87     |

## Podi

### Uomini
| Evento               | Oro                                                               | Prest.   | Argento                                                          | Prest.   | Bronzo           | Prest.   |
| Stile libero         |                                                                   |          |                                                                  |          |                  |          |
| 100 m                | Rowdy Gaines                                                      | 50”38    | Fernando Cañales                                                 | 50”43    | Alberto Mestre   | 51”09    |
| 200 m                | Bruce Hayes                                                       | 1'49”89  | Alberto Mestre                                                   | 1'50”36  | Rowdy Gaines     | 1'51”27  |
| 400 m                | Bruce Hayes                                                       | 3'53”17  | Matt Cetlinski                                                   | 3'53”51  | Marcelo Jucá     | 3'55”66  |
| 1500 m               | Jeff Kostoff                                                      | 15'30”67 | Marcelo Jucá                                                     | 15'33”01 | Carlos Scanavino | 15'36”07 |
| Dorso                |                                                                   |          |                                                                  |          |                  |          |
| 100 m                | Rick Carey                                                        | 55”19    | Dave Bottom                                                      | 56”90    | Mike West        | 57”20    |
| 200 m                | Rick Carey                                                        | 1'59”34  | Ricardo Prado                                                    | 2'02”85  | Mike West        | 2'03”11  |
| Rana                 |                                                                   |          |                                                                  |          |                  |          |
| 100 m                | Steve Lundquist                                                   | 1'02”28  | John Moffet                                                      | 1'02”36  | Pablo Restrepo   | 1'03”89  |
| 200 m                | Steve Lundquist                                                   | 2'19”31  | Pablo Restrepo                                                   | 2'20”21  | Doug Soltis      | 2'20”89  |
| Farfalla             |                                                                   |          |                                                                  |          |                  |          |
| 100 m                | Matt Gribble                                                      |          | Pablo Morales                                                    |          | Rafael Vidal     |          |
| 200 m                | Craig Beardsley                                                   |          | Ricardo Prado                                                    |          | Rafael Vidal     |          |
| Misti                |                                                                   |          |                                                                  |          |                  |          |
| 200 m                | Ricardo Prado                                                     |          | Bill Barrett                                                     |          | Steve Lundquist  |          |
| 400 m                | Ricardo Prado                                                     |          | Jeff Kostoff                                                     |          | Mike O'Brien     |          |
| Staffette            |                                                                   |          |                                                                  |          |                  |          |
| 4x100 m stile libero | Stati Uniti Robin Leamy Matt Gribble Chris Cavanaugh Rowdy Gaines | 3'21”41  | Brasile Cyro Marques Djan Madruga Jorge Fernandes Ronald Menezes | 3'27”59  | Venezuela ---    | 3'27”11  |
| 4x200 m stile libero | Stati Uniti David Larson Richard Saeger Bruce Hayes Rowdy Gaines  | 7'23”63  | Brasile Cyro Marques Djan Madruga Jorge Fernandes Marcelo Jucá   | 7'32”78  | Venezuela ---    | 7'33”82  |
| 4x100 m misti        | Stati Uniti Rick Carey Steve Lundquist Matt Gribble Rowdy Gaines  | 3'40”42  | Canada ---                                                       | 3'48”10  | Venezuela ---    | 3'50”52  |

### Donne
| Evento               | Oro                                                                    | Prest. | Argento             | Prest. | Bronzo              | Prest. |
| Stile libero         |                                                                        |        |                     |        |                     |        |
| 100 m                | Carrie Steinseifer                                                     |        | Jane Kerr           |        | Kathy Bald          |        |
| 200 m                | Cynthia Woodhead                                                       |        | Mary Wayte          |        | Julie Daigneault    |        |
| 400 m                | Tiffany Cohen                                                          |        | Cynthia Woodhead    |        | Julie Daigneault    |        |
| 800 m                | Tiffany Cohen                                                          |        | Maybeth Linzmeier   |        | Julie Daigneault    |        |
| Dorso                |                                                                        |        |                     |        |                     |        |
| 100 m                | Sue Walsh                                                              |        | Joan Pennington     |        | Barbara McBain      |        |
| 200 m                | Amy White                                                              |        | Sue Walsh           |        | Barbara McBain      |        |
| Rana                 |                                                                        |        |                     |        |                     |        |
| 100 m                | Anne Ottenbrite                                                        |        | Kathy Bald          |        | Kim Rhodenbaugh     |        |
| 200 m                | Kathy Bald                                                             |        | Susan Rapp          |        | Kim Rhodenbaugh     |        |
| Farfalla             |                                                                        |        |                     |        |                     |        |
| 100 m                | Laurie Lehner                                                          |        | Michelle MacPherson |        | Patty King          |        |
| 200 m                | Mary T. Meagher                                                        |        | Tracy Caulkins      |        | Marie Moore         |        |
| Misti                |                                                                        |        |                     |        |                     |        |
| 200 m                | Tracy Caulkins                                                         |        | Michelle MacPherson |        | Susan Rapp          |        |
| 400 m                | Tracy Caulkins                                                         |        | Polly Winde         |        | Michelle MacPherson |        |
| Staffette            |                                                                        |        |                     |        |                     |        |
| 4x100 m stile libero | Stati Uniti Jill Sterkel Dara Torres Mary Wayte Carrie Steinseifer     |        | Canada ---          |        | Messico ---         |        |
| 4x100 m misti        | Stati Uniti Sue Walsh Kim Rhodenbaugh Laurie Lehner Carrie Steinseifer |        | Canada ---          |        | Messico ---         |        |